# 오연
오연(伍延, ? ~ 280년)은 중국 삼국시대 오나라의 무장이다.

## 행적
강릉독을 역임했다.
279년, 진나라의 오나라 침공이 시작되었고, 280년에는 강릉에 있으면서 적들을 막았는데, 대도독 손흠은 주지와 오소 등의 기습에 놀라 진나라 병사들이 장강을 날아서 건넌 것 같습니다는 내용의 편지를 오연에게 보냈으며, 이어 서진의 군대를 요격했으나 패하여 사로잡혀 진나라의 수도로 끌려갔고, 2월 6일에는 수군도독 육경도 왕준 등과 싸우다 죽었으며, 결국 2월 17일에 자신 또한 두예와 싸우다가 전사하면서 교주, 광주에 가까운 군들이 모두 진나라에 항복했다.

## 삼국지연의에서의 오연
거기장군으로 승상 장제의 천거로 도독이 되어 강릉에 부임했으며, 두예군을 요격했으나 육경은 장상의 칼에 맞아 죽었으며, 여러 길의 군사가 다 패한 것을 보고 성을 버리고 도망치다가 매복한 병졸들에게 잡혀 두예 앞으로 끌려갔으며, 두예가 살려둬도 쓸모가 없다고 하면서 참수되었다.